# がん登録等の推進に関する法律
がん登録等の推進に関する法律（がんとうろくとうのすいしんにかんするほうりつ、平成25年12月13日法律第111号）は、全国がん登録の実施およびその情報の利用、提供、保護等・院内がん登録の推進・がん登録等の情報の活用に関する日本の法律である。略称はがん登録推進法。

## 法制定の背景
この法律が制定されるまで、国内のがん登録は、がん診療連携拠点病院をはじめとする病院内で行われる「院内がん登録」と、健康増進法に基づく努力義務により全ての都道府県で行われる「地域がん登録」があった。都道府県はその区域内の病院・診療所から報告を受け、国（国立がん研究センター）は各都道府県の情報をとりまとめて各種統計などを作成していた。
しかし、地域がん登録では、都道府県ごとに収集する情報の種類が異なること、都道府県を越えて転居をすると情報が重複する場合があることなどの課題があった。また、がんが日本人の死因の1位となっていることから、これまでのがん登録の課題を解消するとともに、より高い精度でがんの状況を把握するため、この法律が制定された。

## 法律の内容
- 厚生労働大臣（国立がん研究センター[注釈 1]）は、全国がん登録データベースを整備するものとし（第5条）、一定の期間[注釈 2]記録された情報を保存した後は、匿名化を行わなければならない（第15条）。

- 病院・都道府県が開設者の同意を得て指定した診療所は、がんと診断した患者について都道府県に報告する（第6条）。都道府県は報告された情報を審査した上で厚生労働大臣（国立がん研究センター[注釈 1]）に提出する（第8条）。厚生労働大臣（国立がん研究センター[注釈 1]）は、都道府県から提出された情報を審査した上で、全国がん登録データベースに記録する（第9条）。

- 厚生労働大臣（国立がん研究センター[注釈 1]）は、市町村から都道府県を経由して提出された（第11条）死亡者に関する情報を照合して、全国がん登録データベースに記録する（第12条）。

これらによって収集された情報を突き合わせることにより、罹患率や生存率などの統計・がん対策の計画の立案に資することが期待されている。
- 全国がん登録データベースに記録された情報などを提供・利用できる場合を規定している（第17条から第21条まで）。

- 国・都道府県・受領者[注釈 3]などが保有する情報の適切な管理・提供の制限・保有の制限を規定し（第25条から第27条まで及び法第30条から第32条まで）・国・都道府県・受領者[注釈 3]などの職員の秘密保持義務（第23条、第24条、第33条及び第34条）及び違反した者に対する罰則を規定している。

これらの措置によって、個人が特定されたり情報が漏えいしたりすることはないとしている。
- このほかに、病院などに院内がん登録の実施を努力義務とし、全国がん登録データベースに記録された情報などを活用してがん対策を推進することなどを規定している。

## 経緯
法案は、国会がん患者と家族の会が中心となって患者団体、医療関係者、関係省庁などから意見を聴取しながら作成された。2013年（平成25年）11月28日に参議院議員7名（尾辻秀久、古川俊治、三原じゅん子、秋野公造、小池晃、東徹、福島みずほ）による議員立法として発議され第185回国会に提出された。同年12月4日には参議院本会議で、同年12月6日には衆議院本会議でそれぞれ可決され、成立した。同年12月13日に公布され、「公布の日から起算して三年を超えない範囲内において政令で定める日から施行する」（附則第1条本文）こととなった。
2014年（平成26年）11月に内閣府が実施したがん対策に関する世論調査では、がん登録の必要性については76.6%が「必要」・「どちらかといえば必要」と回答したが、がん登録の認知度については17.1%が「知っている」・「言葉だけは知っている」と回答するにとどまった。
2016年（平成28年）1月1日に施行した。

## 構成
- 第1章　総則（第1条―第4条）
- 第2章　全国がん登録 
  - 第1節　全国がん登録データベースの整備（第5条）
  - 第2節　情報の収集、記録及び保存等（第6条―第16条）
  - 第3節　情報の利用及び提供（第17条―第22条）
  - 第4節　権限及び事務の委任（第23条・第24条）
  - 第5節　情報の保護等（第25条―第38条）
  - 第6節　雑則（第39条―第43条）
- 第3章　院内がん登録等の推進（第44条・第45条）
- 第4章　がん登録等の情報の活用（第46条―第48条）
- 第5章　雑則（第49条―第51条）
- 第6章　罰則（第52条―第60条）
- 附則